# ラグジュアリーカー

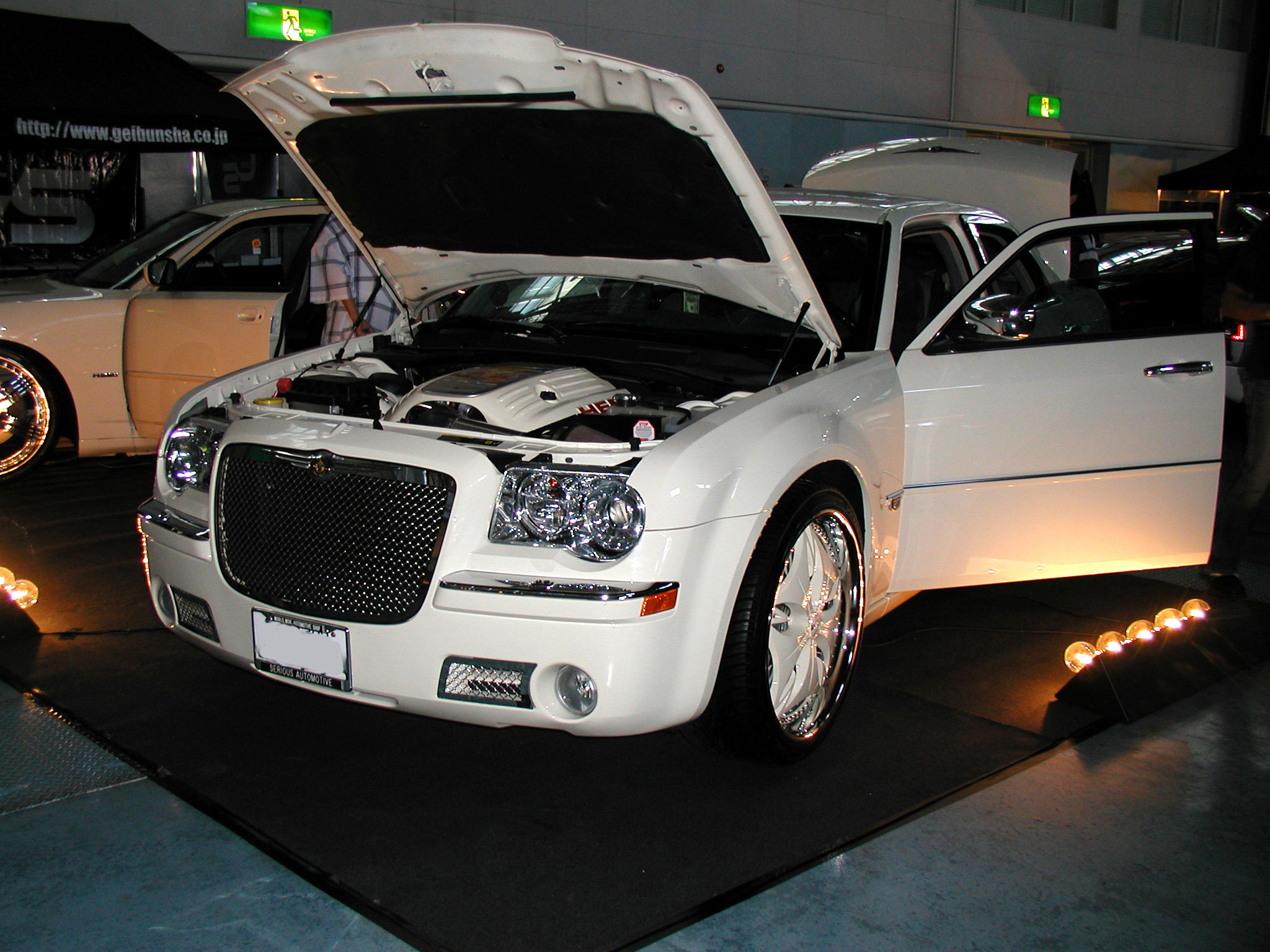
クライスラー・300C

ラグジュアリーカーとは、もともとは豪華さ（luxury）を備えた、いわゆる高級車のことである。しかしそこから転じて、主として高級車とされる車両（車両形状は不問）に独自のセンスでさらに高級感を演出しようとするカスタム手法を施した改造車のことも指す。
本稿では、改造車としてのラグジュアリーカーについて述べる。

## 概要

### 起源
ラグジュアリーカスタムは、北米におけるDUBカスタムをモチーフとして日本国内に導入したカスタムジャンルの一種である。
DUBとは「double dime」のスラングで、20インチ超の巨大なサイズのホイール（特にクロームがけされたホイール）のことを指す（dime―ダイムから）。DUBカスタムはこれをベースに高級車、またはエキゾチックカー（時にはヒストリックカー、ビンテージカーも含まれる）に、元より持っている高級感をさらに北米のセンスで資金を惜しまず潤沢に演出したものであり、ビバリーヒルズに住むようなセレブリティ、特に著名なラッパーやスポーツ選手の間で成功の象徴として流行した（日本において「ラグジュアリー」と呼ばれるゆえんはここにある）。
スポーツ選手の場合、特にNBA選手らの間で流行していたことからDUBを指して“ボーラースタイル”と呼ぶこともある。また彼らの中の一部には元ギャング出身者もいることから、そのスタイルをモチーフとすることもある。
これらは現在でもアメリカン・ドリームの具体的なイメージとしてヒップホップ等のプロモーションビデオに頻繁に登場する。“黒人の成功者”がDUBカスタムの中心にいることが多く、またそのファッションなどのライフスタイルも同時にフィーチャーされるため、時としてこれをヒップホップ文化の一部として、あるいはヒップホップのライフスタイルから派生した文化として見る動きもある。
発祥は1990年代であり、カスタムジャンルとしての歴史は浅い。
そのルーツはアメリカ西海岸におけるチカーノらによって行われていたローライダーにあるとされており、そこから主に黒人たちを中心に高級志向へと派生していったといわれている。カスタム手法においてもいくつかの類似性が見て取れる（クロームが施された部品の多用や高級素材を用いた内装の製作、オーディオ類の選択傾向など）。

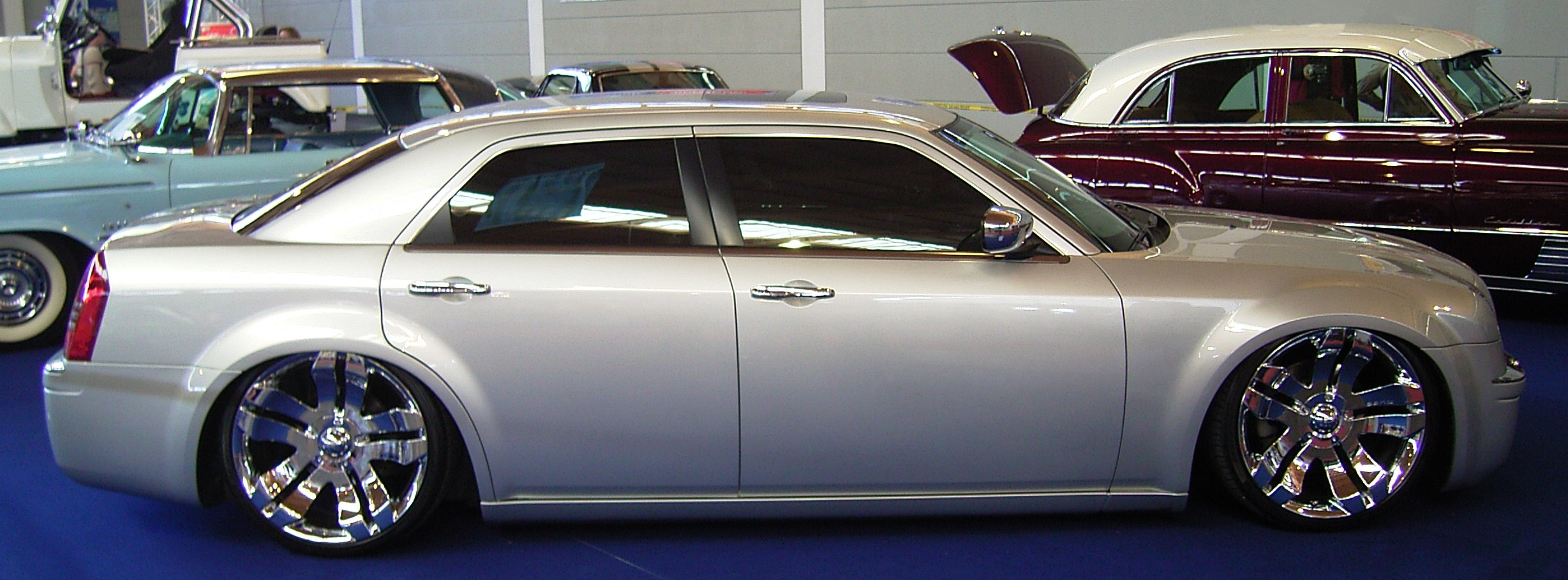
クライスラー・300C

ベースとなる車両はいわゆる「高級車」であるが、その内容はフェラーリやランボルギーニ等のエキゾチックカー、ハマー・H2、シボレー・アバランチ、キャデラック・エスカレード、インフィニティ・FX等のLUV・ピックアップ・クロスオーバー、あるいはキャデラック、リンカーン、クライスラーのほかメルセデス・ベンツや、BMW、ジャガー、レクサス、インフィニティ、アキュラ製の高級クーペ・セダンなどさまざまで、ベース車両自体の形状についてはあまり問われず、その後のカスタム過程において、いかに華やかさを演出できているかが重要視されている。
日本国内への導入は、1990年代後期に従来ミニトラックやピックアップを改造したいわゆるトラッキンと呼ばれるカスタムを行っていた人々や、ローライダーのほかアメリカ製のSUVやバンをカスタムしていた人々らによって、現地のショーやメディアに露出しだしていたDUBカスタムを既存ジャンルの延長上の手法として取り入れることにより行われた。

### 日本におけるラグジュアリーカスタム
日本国内においてラグジュアリーカスタムの対象となる車種はそのモチーフにより北米で販売されている車となる（よって北米で販売されていないセンチュリー、クラウンやプレジデント、ローレル等のラグジュアリーカスタムは該当しない）。愛好家たちにラグジュアリーベースと認知されているのは現地にて高級車としての触れ込みで販売された車両が多い。元々のモチーフとなったDUBカスタム自体は年代を限定するものではないが、ビンテージカーはローライダーと区別するために、国内においては対象からは除外される傾向にある。この場合発売元メーカーの国籍・形状は問われず様々であるが、日本においてはベースの入手のし易さにより、国産、アメリカ産のミドルセダンからビッグセダンが主流となっており、次いで多いのはアメリカ産SUV・国産SUVである。それ以外の国籍・車両形状のカスタム車両も多数存在している。
DUBを意識した北米志向の強いカスタムであることから時にUSDMカスタムに含まれることもある。

## 主な改造方法
以下は改造方法のごく一例である。

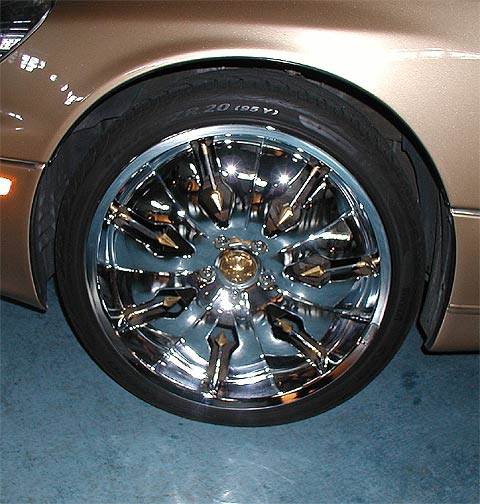
造型の凝ったホイール（デイトン製）。実用性とは離れたデザインをしている

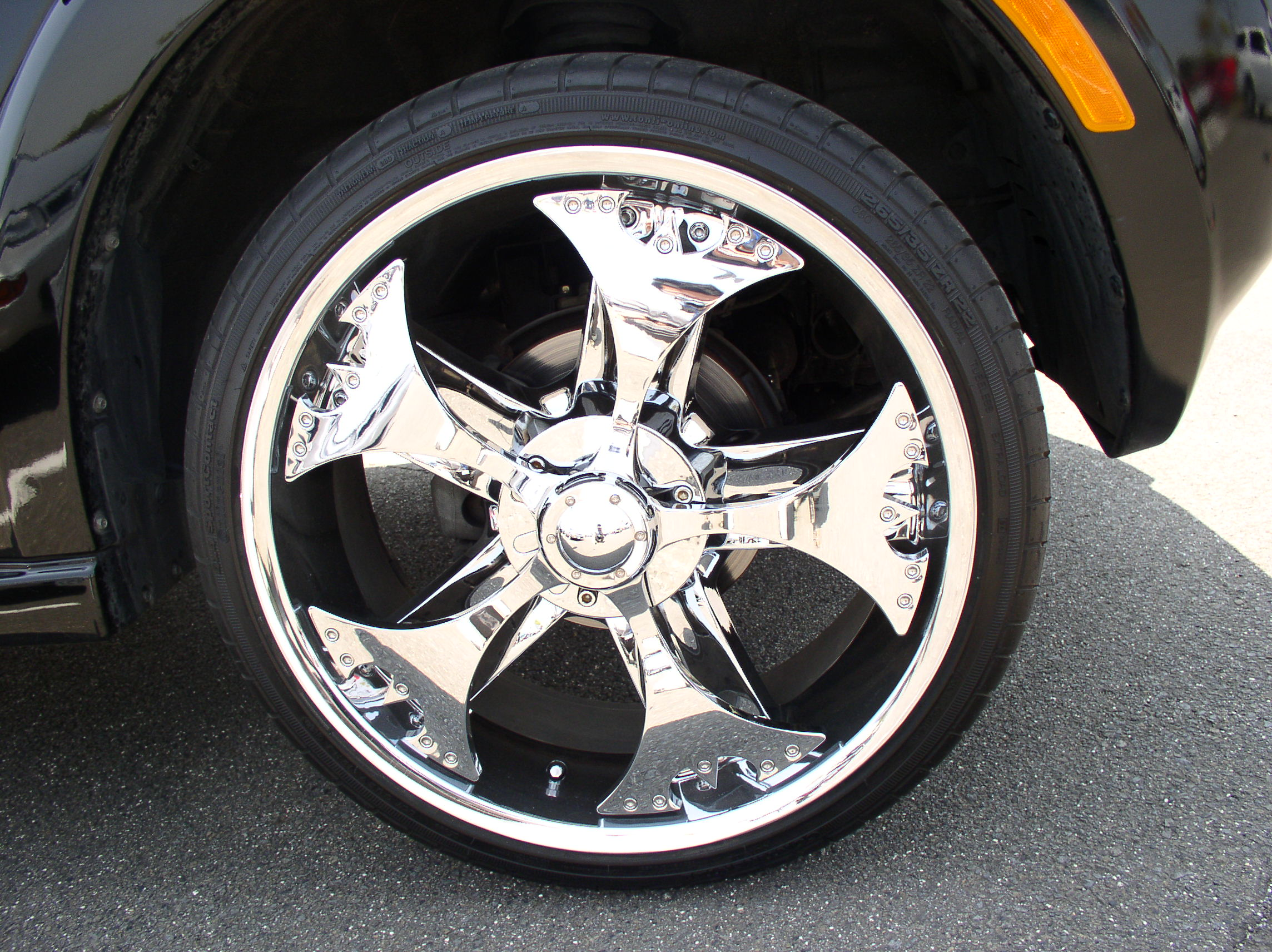
スピナー（表面の部分がセンターキャップを中心にして回転する）

- その発祥の由来により、多くの場合ベースの車両の外装にUSDMの要素を加味することが行われる（日本車の場合にはエンブレム・グリル等の外装小物の変更を行っているものが多い）。
- 各種エアロパーツや大径・大音量マフラーなどを装着している場合もあるが、車両が元々持つイメージやデザインを大きく変えてしまうパーツは敬遠される傾向にある。理由は後述。
- 北米にて販売されている大径ホイールの装着（サイズは19インチから30インチまで様々である）。この場合高級感のあることと共に、時にはその希少さや人目を引くデザインであることも重視される。これは愛好家たちにとってホイールは指輪などの高級アクセサリーに近い意味を持っているからであり、そのために非常に凝った（実用性には目を瞑り完全にデザインに注力したような）造型のものが選択されることが多い。しかし車両本来の持つ全体の雰囲気を打ち消すようなサイズおよびデザインは上記同様に敬遠される傾向にある。
- スモークフィルムを装着することがあるが、その際は黒色・茶などよりも薄緑や薄青などの明るい色のカラーフィルムを選択する場合がある。
- スピナー（スピンナー）と呼ばれる、ホイール本体とは別に独立回転するホイールアクセサリーを装着することがある（これは日本の公道で使用すると、時として危険物と判定され取り締まり対象となる場合がある）。サイズはホイールと同等か、それ以上のものが選択される傾向にある。
- 比較的高価なカーオーディオを装着する（海外製品が多い）。スピーカーなどのオーディオ系は同一のメーカーで揃えることも多い。
- 多連装モニターの装着（これは少し前に北米のカスタム全般で流行っていたスタイルであり、必ずしも主流ではない）。
- 極端な車高のローダウンはあまり行われない傾向にある。仮に行う場合には車高調はあまり用いずに、ハイドロやエアサスを装着して自由な車高かつ快適な乗り心地を確保する場合が多い。
- 内装およびシート素材を純正よりも上質な革製品（アルカンターラ等）や、有名ブランド製品の生地（ルイ・ヴィトンやグッチ等）に張り替える。
- ブルガリ等の高級ブランド時計を埋め込む。

改造志向としては、高級感を出しつつシンプルで落ち着きのあるスタイルでまとめるといった感じであり、類似したコンセプトを標榜するVIPカーとは異なり、乗り心地や静粛性などといった車内外環境の快適さは殺さずにカスタムする場合が多く、派手さはあまりないのが基本と言える。

## 備考
- 一部ではラグジーまたは単にラグと略されることもある。
- 大径ホイールは高価であり（最低でもホイールのみで30万円前後、高いものになると300万円を超え、1700万円の値がついたものもある）、オーディオ類、快適装備の充実を行い、日本車などをベースとした場合にはさらに内外装のUSDM化も推し進めると車両本体と同程度、あるいはそれを上回るカスタム費用を要することがままある。
- なお、車両販売時からラグジュアリーを売りにしている車両も存在する。
- アメリカ車や欧州車の高級車を使用したラグジュアリーカスタムが多く見られる。
- USDM同様にオーナーたちは車のカスタムに限らず、自身の生活スタイルにもアメリカ文化の一部を取り入れる傾向がある。